# Antonia Finnane
Antonia Finnane – australijska historyk specjalizująca się w historii Chin, wykładowca na Uniwersytecie w Melbourne.
Studia doktoranckie odbyła na Australijskim Uniwersytecie Narodowym.

## Książki
- Dress, Sex and Text in Chinese Culture (1999)
- Far From Where? Jewish Journeys from Shanghai to Australia (2000)
- Speaking of Yangzhou: A Chinese City, 1550 – 1850 (2004)
- Changing Clothes in China: Fashion, Nation, History (2007)